# Phylloscopus fuligiventer
Phylloscopus fuligiventer é uma espécie de ave da família Phylloscopidae.
Pode ser encontrada nos seguintes países:  Bangladesh, Butão, China, Índia, Myanmar e Nepal.